# Richard Lorenz
Richard Lorenz, född 1 mars 1901 i Innsbruck, död där 13 juni 1953, var en österrikisk bobåkare. Han deltog vid olympiska vinterspelen 1928 i Sankt Moritz och placerade sig på 22:a plats. Åtta år senare deltog han även i olympiska vinterspelen 1936 i Garmisch-Partenkirchen och placerade sig då på plats nummer 11. Han var bror till Franz Lorenz.